# Charles Sheffield
Charles Sheffield (Kingston upon Hull, 25 giugno 1935 – Silver Spring, 2 novembre 2002) è stato un matematico, fisico e scrittore di fantascienza britannico.
Ha vinto il Premio John Wood Campbell Memorial con il romanzo Brother to Dragons (1992) e i premi Hugo e Nebula con il racconto Georgia on My Mind (1993).
È stato presidente dalla Science Fiction and Fantasy Writers of America e dell'American Astronautical Society.

## Biografia
Nato nel 1935 a Kingston upon Hull, nello Yorkshire, in Gran Bretagna, Charles Sheffield frequentò il St John's College a Cambridge, dove si laureò con il massimo dei voti in matematica e fisica. Nel corso dei suoi studi incontrò e in seguito sposò la sua prima moglie, Sarah Sanderson, la cui morte nel 1977 fece da catalizzatore della sua carriera letteraria. Ebbero un figlio e una figlia. La famiglia si trasferì presto negli Stati Uniti, dove Sheffield iniziò a lavorare nel campo della fisica applicata, una carriera che lo avrebbe portato a essere consulente per la NASA e al ruolo di direttore scientifico all'Earth Satellite Corporation di Washington.
In seguito al trauma per la morte per cancro della moglie nel 1977, Sheffield iniziò una seconda carriera come scrittore di fantascienza, vincendo entrambi i prestigiosi premi Nebula e Hugo e ricoprendo il ruolo di presidente della Science Fiction and Fantasy Writers of America dal 1984 al 1986. Mantenne due carriere di successo, facendo da consulente per varie aziende scientifiche mentre guadagnava popolarità per la sua fantascienza hard. Durante questo periodo viveva a Washington, DC, dove incontrò e sposò Linda Zall, una collega scienziata, da cui ebbe due figlie. Negli anni ottanta fu presidente dell'American Astronautical Society.
Nel 1998 si risposò la scrittrice Nancy Kress e alla sua scomparsa nel 2002 viveva con lei e i suoi figli a Silver Spring (Maryland).
Ha pubblicato più di cento articoli tecnici e di fantascienza a partire dal 1962; il suo primo racconto, What Song the Sirens Sang, fu pubblicato nel numero di aprile 1977 rivista Galaxy.

## Opere

### Narrativa

#### Romanzi
- The Web Between the Worlds, 1979
- My Brother's Keeper, 1982 (1998 edizione rivista)
- The Selkie, 1982 (con David Bischoff)
- Le guide dell'infinito (Between the Strokes of Night, 1985), Editrice Nord, 1988, ISBN 88-429-0196-2
- The Nimrod Hunt, 1986; rivisto e ampliato come The Mind Pool, 1993
- Trader's World, 1988
- Brother to Dragons, 1992
- Le lune fredde (Cold as Ice, 1992), Urania 1305, Mondadori, 1997.
- Il pianeta del tesoro (Godspeed, 1993), Fanucci, 1998, ISBN 88-347-0620-X
- Caccia a Nimrod (The Mind Pool, 1993) Editrice Nord, 1997, ISBN 88-429-0952-1
- The Judas Cross, 1994 (con David Bischoff)
- Memoria impossibile (The Ganymede Club, 1995), Urania 1345, Mondadori, 1998.
- Higher Education, 1995 (con Jerry Pournelle)
- The Billion Dollar Boy, 1997
- Putting Up Roots, 1997
- Tomorrow and Tomorrow, 1997
- Aftermath, 1998
- The Cyborg from Earth, 1998
- Starfire, 1999
- Le sfere del cielo (The Spheres of Heaven, 2001), Urania 1483, Mondadori, 2004.
- Dark as Day, 2002
- The Amazing Dr. Darwin, 2002

##### Ciclo di Proteo
- Progetto Proteo (Sight of Proteus, 1978), Editrice Nord, 1986, ISBN 88-429-0165-2
- Proteus Unbound, 1989
- Proteus in the Underworld, 1995

##### Ciclo dell'Heritage Universe
- Quake, pianeta proibito (Summertide, 1990), Urania 1274, Mondadori, 1996.
- Un mondo per gli Artefici (Divergence, 1991), Urania 1606, Mondadori, 2014.
- I cacciatori di incognite (Transcendence, 1992), Urania 1628, Mondadori, 2016.
- Punto di convergenza (Convergence, 1997), Urania 1359, Mondadori, 1999; Urania 1613 (i capolavori), Mondadori 2014.
- Universi in fuga (Resurgence, 2002), Urania 1639 (prima parte); Urania 1640 (seconda parte), Mondadori 2017.

#### Antologie di racconti
- Vectors, 1979
- Hidden Variables, 1981
- Georgia On My Mind and Other Places, 1995
- The Compleat McAndrew, 2001

### Saggistica
- The Borderlands of Science, 1999

## Premi
- Premio John Wood Campbell Memorial 1992 per Brother to Dragons
- Premio Nebula 1993 per il racconto Georgia on My Mind
- Premio Hugo 1994 per il racconto Georgia on My Mind